# Mischocyttarus montivagus
Mischocyttarus montivagus är en getingart som beskrevs av Cooper 1996. Mischocyttarus montivagus ingår i släktet Mischocyttarus och familjen getingar. Inga underarter finns listade i Catalogue of Life.